# 강릉군 갑
강릉군 갑은 대한민국의 옛 국회의원 선거구이다. 당시 강원도 강릉군의 일부 지역을 관할했다.

## 역사
제헌 국회의원 선거를 앞두고 강릉군 강릉읍, 성덕면, 강동면, 옥계면, 묵호읍 지역을 관할하는 선거구로 신설되었다.
1955년 9월 강릉군 강릉읍, 성덕면, 경포면이 강릉시로 승격되었다. 이와 함께 잔여 강릉군 지역은 명주군으로 개칭되었다. 이에 제4대 국회의원 선거를 앞두고 강릉시 선거구와 명주군 선거구로 분리되면서 폐지되었다.

## 역대 국회의원
| 선거   | 정당 | 정당       | 의원   |
| ------ | ---- | ---------- | ------ |
| 1948년 |      | 대동청년단 | 원장길 |
| 1950년 |      | 민주국민당 | 박세동 |
| 1954년 |      | 자유당     | 최용근 |

## 역대 선거 결과

### 대한민국 제헌 국회의원 선거
|  | 42.71% |

|  | 38.51% |

|  | 18.77% |

### 대한민국 제2대 국회의원 선거
|  | 100.00% |

|  | 0% |

|  | 0% |

|  | 0% |

|  | 0% |

|  | 0% |

|  | 0% |

|  | 0% |

|  | 0% |

|  | 0% |

|  | 0% |

### 대한민국 제3대 국회의원 선거
|  | 26.86% |

|  | 25.34% |

|  | 18.97% |

|  | 14.42% |

|  | 14.39% |

|  | 0% |